# Glossostigma
Glossostigma, maleni biljni rod iz porodice Phrymaceae, dio je tribusa Mimuleae. Sastoji se od 6 vrsta u Indiji, Australiji, Tasmaniji, Novom Zelandu i tropskoj Africi. Sadrži još najmanje dvije neopisane vrste u Australiji.

## Opis
višegodišnje ili jednogodišnje biljke, ponekad nejasno prošarane žlijezdama, ukorijenjene u čvorovima. Listovi nasuprotni, ponekad skupljeni zbog potiskivanja internodija, lamina šira ili deblja od peteljke, rubovi cjeloviti. Cvat cvjetova pojedinačno u pazušcima listova; brakteole odsutne. Čaška cjevasta, glatka; zubi 4 ili 3, kratki, nejednaki. Vjenčić 2 usne, obično 5 režnjeva; cijev simetrična na dnu; gornja usna obično 2 režnja, donja obično 3 režnja, bez nepca. Prašnici 4 i didinamski ili 2, obično uključeni u cjevčicu vjenčića; prašnici para ili parova spojeni, 1-lokularni; staminodi odsutni. Stigma s malim vestigijalnim preklopom i širokim iritabilnim preklopom, prekriva usta vjenčića, prijemljiva odozgo, kada se aktivira pritisnuta na gornju usnu vjenčića. Kapsula tankih stijenki, lokulicidna od vrha u 2 zaliska; sjemenki mnogo, nekrilate, mrežaste.

## Rasprostranjenost
Svijet: 6 vrsta, Australija, Novi Zeland, Indija i Istočna Afrika. Australija: 6 vrsta (3 endemične vrste), u svim državama.

## Vrste
1. Glossostigma cleistanthum W.R.Barker
2. Glossostigma diandrum (L.) Kuntze
3. Glossostigma drummondii Benth.
4. Glossostigma elatinoides (Benth.) Hook.f.
5. Glossostigma submersum Petrie
6. Glossostigma trichodes F.Muell.

## Sinonimi
- Peltimela Raf.; Atl. J. 199 (1833)
- Tricholoma Benth.; Prodr. [A. DC.] 10: 426 (1846)